# Вильдшёнау
Вильдшёнау (нем. Wildschönau) — коммуна в Австрии, в федеральной земле Тироль.
Входит в состав округа Куфштайн. Площадь коммуны составляет 97,42 км², население — 4314 человек (1 января 2021), плотность населения — 44 чел./км². Официальный код — 70530.

## Население
| Год  | Численность |
| ---- | ----------- |
| 1869 | 1918        |
| 1889 | 1904        |
| 1890 | 1910        |
| 1900 | 1871        |
| 1910 | 2001        |
| 1923 | 1981        |
| 1934 | 2143        |
| 1939 | 2053        |
| 1951 | 2294        |
| 1961 | 2481        |
| 1971 | 3015        |
| 1981 | 3342        |
| 1991 | 3639        |
| 2001 | 4012        |
| 2011 | 4152        |
| 2021 | 4314        |

## Политическая ситуация
Бургомистр коммуны — Rainer Silberberger (АНП) по результатам выборов 2010 года.